# Margrave

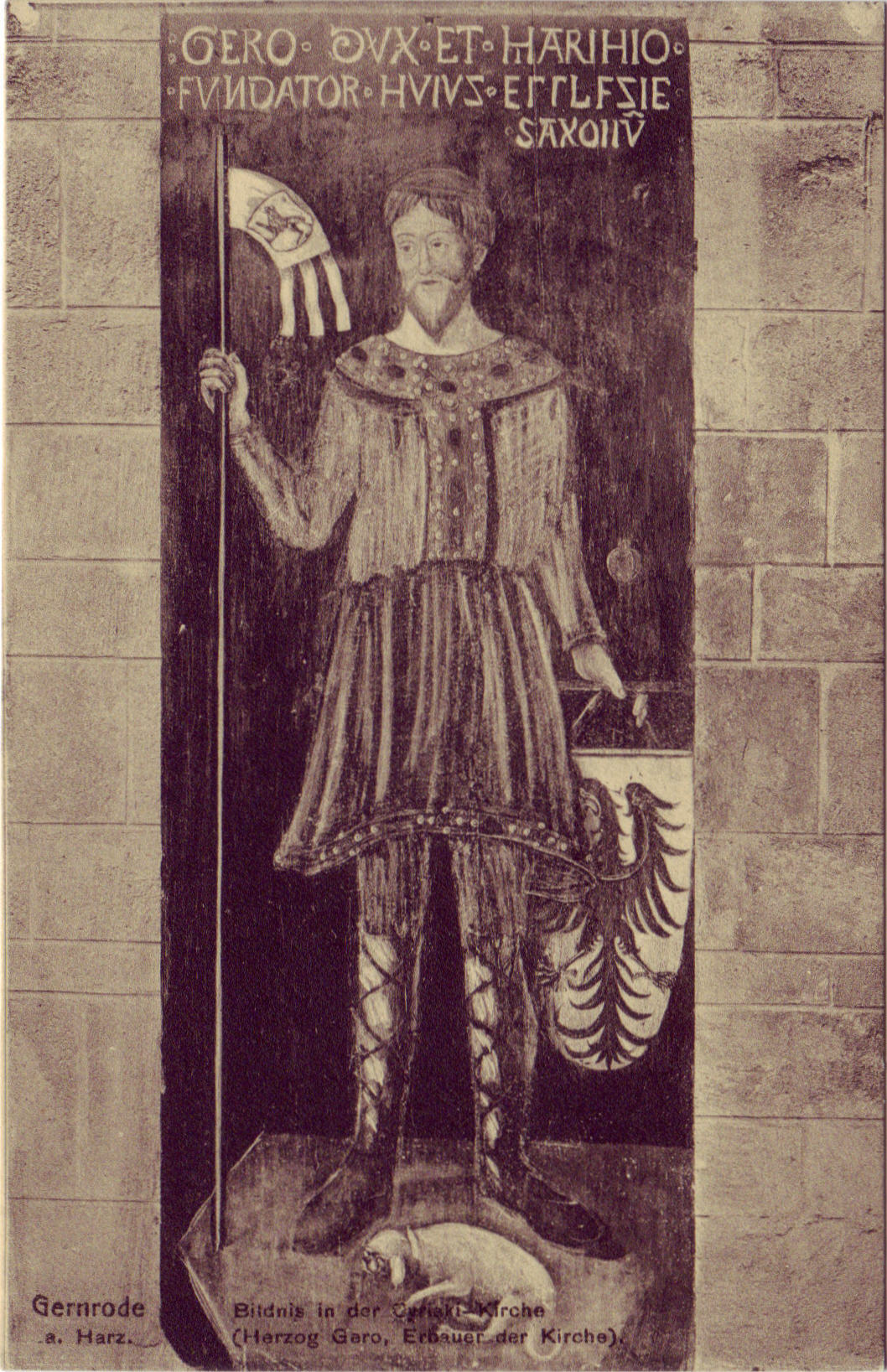
Imagen del Margrave Gerón I, para quien se reintrodujo el título de Margrave como prioridad honoraria.

Margrave es el nombre en español dado al título germánico Markgraf, que se asemeja a marqués. La esposa de un margrave es llamada margravina o Markgräfin en alemán. 

## Historia
Etimológicamente, la palabra 'margrave' (en latín: marchio, c. 1551) es la forma española y de otras lenguas del título noble alemán Markgraf (de Mark, que significa 'frontera' o 'marca', es decir, tierra fronteriza, y Graf, que significa 'conde', es decir, "conde de la marca"). Como sustantivo y título hereditario, 'margrave' es común entre diferentes idiomas de Europa, como el español o el polaco.
Margrave fue originalmente el título medieval del gobernador militar asignado para mantener la defensa de una de las provincias fronterizas del Sacro Imperio Romano Germánico o de un reino. Ese cargo se convirtió en hereditario en determinadas familias feudales en el Imperio, y el título llegó a ser asumido por los gobernantes de algunos principados imperiales hasta la abolición del Imperio en 1806 (como por ejemplo, margrave de Brandeburgo, margrave de Baden). 
Posteriormente, esos dominios sobre los que tenían jurisdicción, originalmente conocidos como "marcas" (Mark, en alemán) y más tarde como margraviatos (o marquesados) fueron absorbidos en reinos más grandes o los titulares adoptaron títulos indicativos de soberanía plena. A medida que las provincias limítrofes adquirían importancia, en algunos casos se hacían más grandes que las interiores, consiguiendo los margraves poder sobre los otros gobernantes del reino.